# Can Vergés
Can Vergés és una obra de Santa Pau (Garrotxa) inclosa a l'Inventari del Patrimoni Arquitectònic de Catalunya.

## Descripció
És una petita casa situada damunt d'un terreny amb dos nivells. Disposa de planta baixa, antigament destinada al bestiar, i primer pis. Fou construïda amb carreus i pedra volcànica; té el teulat a dues aigües, amb les vessants vers les façanes principals. Cal destacar una petita galeria cobert, situada a la façana de migdia. És de remarcar la porta amb llinda triangular in un petit motiu ornamental a una finestra.

## Història
Les cases del veïnat de les Fages són en general molt antigues però la seva arquitectura és molt senzilla; cal fer excepció al Mas Callellmir i El Roure. Totes elles es troben disseminades sense cap nucli concret, entre altres coses, perquè mai va disposar de cap església. Fins fa pocs anys les comunicacions amb la vall de les Fages eren molt deficients; això va provocar que molts dels seus habitants preferissin traslladar-se a viure a Santa Pau o Olot. Avui, el seu nombre d'habitants no arriba a vint-i-quatre.